# Triplopogon
Triplopogon is een geslacht uit de grassenfamilie (Poaceae). De soorten van dit geslacht komen voor in tropisch Azië.

## Soorten
Van het geslacht zijn de volgende soorten bekend: 
- Triplopogon ramosissimus
- Triplopogon spathiflorua